# Cantó de Vandœuvre-lès-Nancy-Oest
El cantó de Vandœuvre-lès-Nancy-Oest és un cantó francès del departament de Meurthe i Mosel·la, situat al districte de Nancy. Compta amb part del municipi de Vandœuvre-lès-Nancy.
| Data d'elecció                           | Identitat        | Partit | Qualitat |
| ---------------------------------------- | ---------------- | ------ | -------- |
| 1998-2001                                | Pierre Rousselot | PS     |          |
| 2001-                                    | Marc Saint-Denis | MoDem  |          |
| les dades anteriors no són pas conegudes |                  |        |          |
|                                          |                  |        |          |